# Колібрі-інка райдужний
Колі́брі-і́нка райдужний (Coeligena iris) — вид серпокрильцеподібних птахів родини колібрієвих (Trochilidae). Мешкає в Еквадорі і Перу.

## Опис

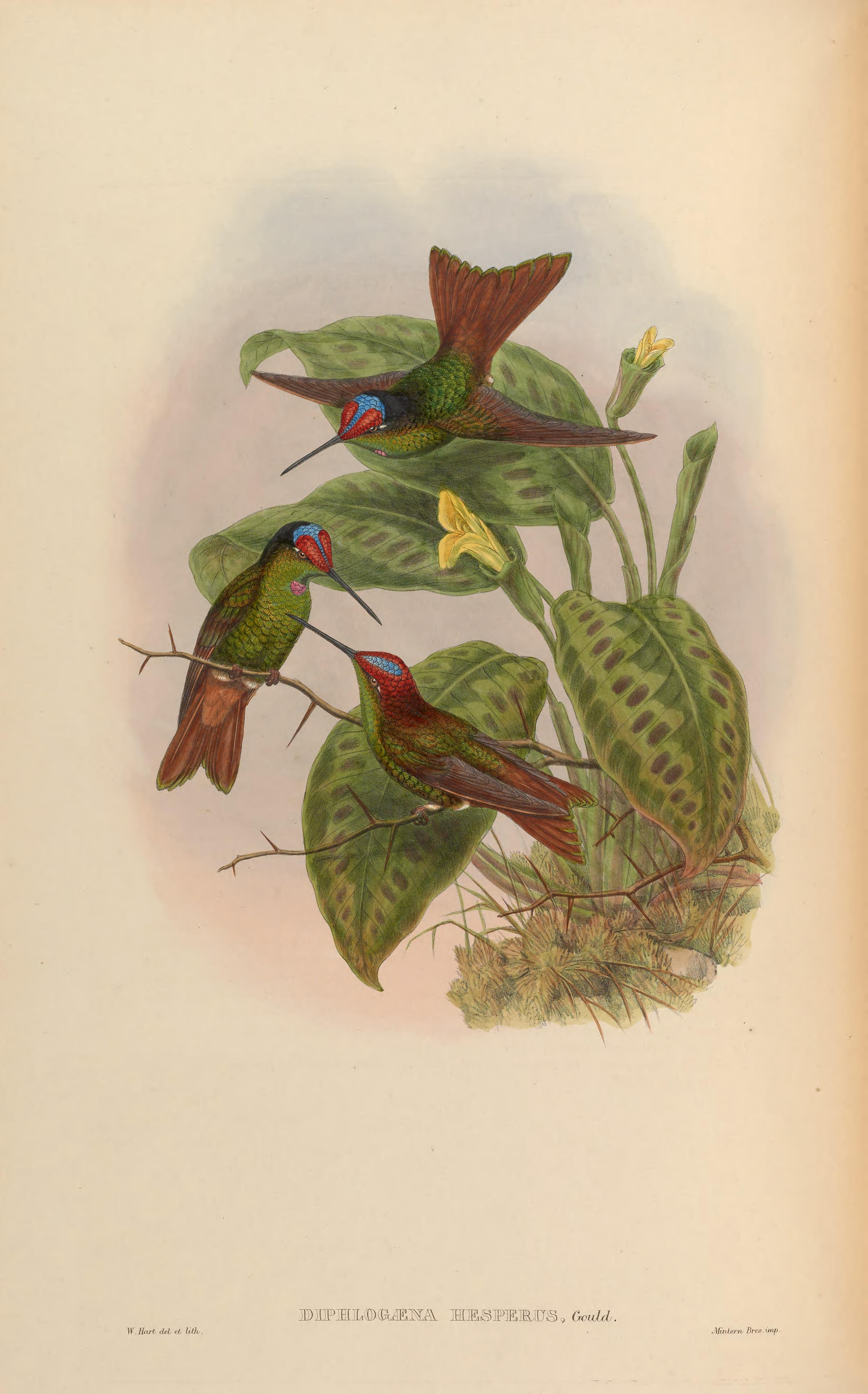
Райдужні колібрі-інки (підвид C. i. hesperus)

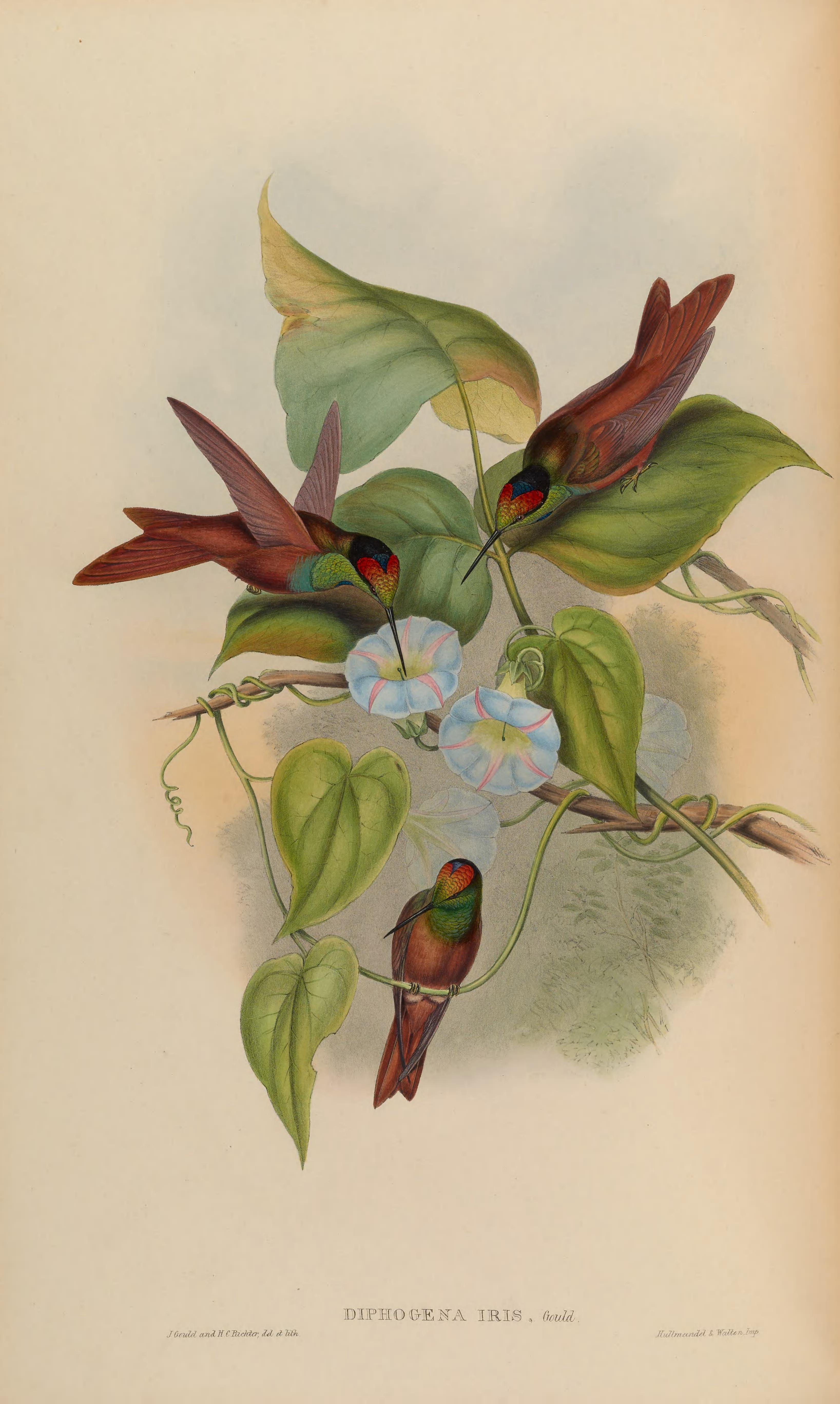
Райдужні колібрі-інки (підвид C. i. iris)

Довжина птаха становить 12,5-5 см, самці важать 6,7-8,8 г, вага 6-8,1 г. У самців передня частина голови райдужно-жовто-зелена, на тімені відблиск переходить від золотисто-жовтого до синього. Решта голови чорні, за очима невеликі білі плямки. Верхня частина тіла чорнувата із зеленуватим відблиском, нижня частина спини і надхвістя каштанові. Горло смарагдово-зелене,блискуче, поцятковане пурпуровими плямками. Решта нижньої частини тіла каштанова. Хвіст роздвоєний, рівномірно каштановий. Дзьоб довгий, прямий, чорний. Самиці мають подібне забарвлення, однак дзьоб у них дещо довший, хвіст менш роздвоєний, а металевий відблиск в оперенні менш виражений. Забарвлення молодих птахів є подібне до забарвлення самиць.
У самців підвиду C. i. hesperus тім'я темно-золотисто-червоне з синьою смкугою, спина золотисто-зелене, нижня частина тіла переважно зелена, на горлі фіолетова пляма, стернові пера каштанові з бронзовими кінчиками. Самиці мають подібне, однак менш яскраве забарвлення. У самців підвиду C. i. aurora тім'я бірюзове, пера на ньому мають золотисті кінчики, задня частина шиї чорна, верхня частина тіла світло-каштанова, підборіддя і горла бірюзове, решта нижньої частини тіла світло-каштанова. Самиці мають подібне, однак менш яскраве забарвлення. У представників підвиду C. i. flagrans потилиця і спина мідно-червоні. Представники підвиду C. i. fulgidiceps також загалом схожі на представників номінативного підвиду, однак шия і верхня частина тіла у них чорнуваті, а нижня частина тіла має більш темний каштановий відтінок. У самців підвиду C. i. eva передня частина тімені жовтувато-зелена, т'імя темно-фіолетове, задня частина шиї і спина мідно-червоні. Підборіддя, горло і груди у них смарагдово-зелені, решта нижньої частини тіла каштанова. Фіолетова пляма на горлі у них відсутня. У самиць цього підвиду голова мідно-зелена, а нижня частина тіла світліша, ніж у самців.

## Підвиди
Виділяють шість підвидів:
- C. i. hesperus (Gould, 1865) — Анди на півдні центрального Еквадору (Чимборасо, Асуай);
- C. i. iris (Gould, 1853) — Анди на півдні Еквадору (Лоха) і на півночі Перу (П'юра);
- C. i. aurora (Gould, 1853) — Анди на північному заході Перу (гори Серрос-де-Амачонга в центральній Кахамарці);
- C. i. flagrans Zimmer, JT, 1951 — Анди на північному заході Перу (північно-західна Кахамарка);
- C. i. eva (Salvin, 1897) — Анди на північному заході Перу (на захід від річки Мараньйон в південній Кахамарці і Ла-Лібертаді);
- C. i. fulgidiceps (Simon, 1921) — Анди на півночі Перу (на схід від Мараньйону в Амазонасі).

## Поширення і екологія
Райдужні колібрі-інки мешкають в Андах на території Еквадору і Перу. Вони живуть живуть на узліссях вологих гірських і хмарних тропічних лісів, в чагарникових заростях на берегах річок і в садах. Зустрічаються на висоті від 1700 до 3000 м над рівнем моря, місцями на висоті від 1500 до 3500 м над рівнем моря, в Національному парку Уаскаран спостерігалися навіть на висоті 4000 м над рівнем моря. Ведуть переважно осілий спосіб життя.
Райдужні колібрі-інки живляться нектаром різноманітних квітучих рослин з трубчастими квітами, зокрема з родів Embothrium, Fuchsia, Iochroma, Mutisia, Salvia і Tillandsia, переміщуючись за певним маршрутом, а також комахами, яких ловлять в польоті. Шукають їжу на висоті 2-4 м над землею. Сезон розмноження у райдужних колібрі-інків триває з листопада по січень. Гніздо чашоподібне, робиться з гілочок, моху і лишайників, встелюється м'яким рослинним матеріалом, розміщується в розвилці між гілками.